# A-1206
La A-1206 es una carretera que discurre por la Hoya de Huesca. Conecta las localidades de Ayerbe con Bolea, y la carretera A-132.

## Recorrido
Atraviesa las localidades de Ayerbe, Loarre, y Bolea.